# Neustadt an der Donau
Neustadt an der Donau is een gemeente in de Duitse deelstaat Beieren, gelegen in het Landkreis Kelheim. De stad telt 14.493 inwoners.

## Geografie
Neustadt an der Donau heeft een oppervlakte van 93,57 km² en ligt in het zuiden van Duitsland, aan de monding van de Abens in de Donau.

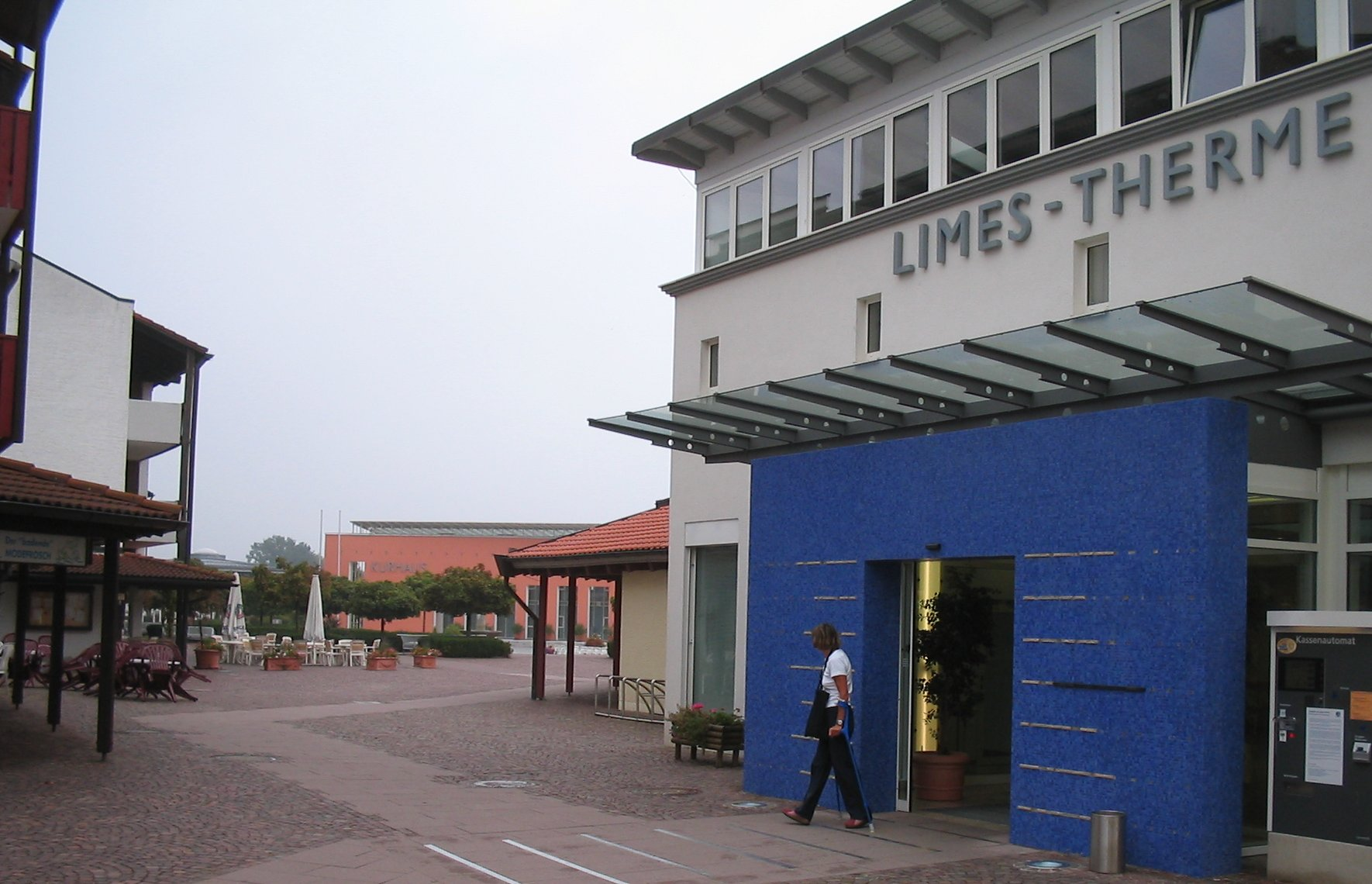
Het kuuroord Bad Gögging

Het kuuroord Bad Gögging, 2 km ten westen van de binnenstad, alsmede het 8 km ten noorden van het centrum gelegen dorp Eining, maakt deel uit van Neustadt an der Donau.
Bij Eining werd in het jaar 80 van de jaartelling door de Romeinen het castellum Abusina gesticht.
Abensberg ·
Aiglsbach ·
Attenhofen ·
Bad Abbach ·
Biburg ·
Elsendorf ·
Essing ·
Ihrlerstein ·
Hausen ·
Herrngiersdorf ·
Kelheim (stad) ·
Kirchdorf ·
Langquaid ·
Mainburg ·
Neustadt an der Donau ·
Painten ·
Riedenburg ·
Rohr in Niederbayern ·
Saal an der Donau ·
Siegenburg ·
Teugn ·
Train ·
Volkenschwand ·
Wildenberg